# Navagraha

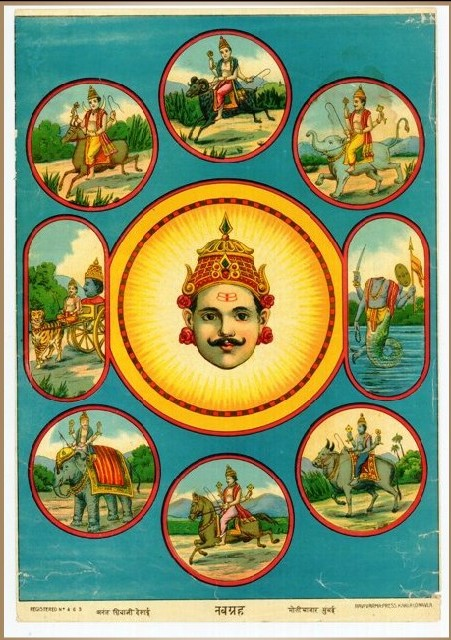
Navagraha

A astrologia Hindu, tem no Navagraha (Sânscrito: नवग्रह, nove planetas ou nove reinos) a representação dos nove "planetas", que personificam seres celestiais.
"Nava" significa "nove". "Graha" é as vezes traduzido como "planeta", mas o Sol, a Lua, Rahu e Quetu não são "planetas" de acordo com a astronomia moderna. "Graha" é também traduzido como "corpo celestial", mas Rahu e Quetu não são corpos celestiais. Uma terceira tradução é Deus e deuses celestiais, mas novamente, Rahu e Quetu são Asuras, e não Devas. Rahu e Quetu são também apenas fases lunares. De forma que para simplificar todos os navagrahas são relativos aos movimentos planetários em relação às estrelas fixas no zodíaco.
Em varias partes da Índia, há inúmeros templos Navagraha. Alguns templos em que são venerados (navagraha Sthalas) estão próximo à cidade de Cumbaconã, em Tâmil Nadu; outro em Assam.
| Nome               | Tradução                                   | Imagem | Cor              | Sexo   | Estação do ano    | Ponto cardeal | Jóias          | Metal    | Elemento | Grão             |
| ------------------ | ------------------------------------------ | ------ | ---------------- | ------ | ----------------- | ------------- | -------------- | -------- | -------- | ---------------- |
| Suria (सूर्य)        | Sol                                        | pus    | Dourado          | Homem  | Verão             | Leste         | Rubi           | Ouro     | Fogo     | Trigo            |
| Chandra (चंद्र)      | Lua                                        | pus    | Prata            | Homem  | Inverno           | Noroeste      | Pérola         | Prata    | Água     | Arroz            |
| Mangala (मंगल)      | Marte                                      | pus    | Vermelha         | Homem  | Verão             | Sul           | Coral          | Cobre    | Fogo     | Guandu           |
| Buda (बुध)          | Mercúrio                                   | pus    | Verde            | Homem  | Outono            | Norte         | Esmeralda      | Zinco    | Solo     | Vigna radiata    |
| Brihaspati (बृहस्पति) | Júpiter                                    | pus    | Amarelo          | Homem  | Inverno           | Nordeste      | Safira Amarela | Ouro     | Éter     | Grão-de-bico     |
| Shukra (शुक्र)       | Vênus                                      | pus    | Branco / Amarelo | Fem    | Primavera         | Sudeste       | Diamante       | Prata    | Água     | Vagem            |
| Shani (शनि)         | Saturno                                    | pus    | Preto / Azul     | Neutro | Quatro temporadas | Oeste         | Safira Azul    | Ferro    | Ar       | Sesamum indicum  |
| Rahu (राहु)          | Cabeça de cobra Lua crescente (fase lunar) | pus    | Índigo           | Homem  | -                 | Sudoeste      | Andradita      | Estanho  | Ar       | Lentilhas pretas |
| Quetu (केतु)         | Rabo da cobra Lua minguante (fase lunar)   | pus    | Cinza maçante    | Neutro | -                 | -             | Crisoberilo    | Mercúrio | Solo     | Feijão duro      |